# Nieri
Nieri (Nyeri) é uma cidade do Quênia situada na antiga província Central, no condado de Nieri, onde é sede. De acordo com o censo de 2019, havia 80 081 habitantes.
É também conhecido por ter um cemitério onde Lord Robert Stephenson Smyth Baden-Powell  está enterrado.
- Cape Coral, Flórida, Estados Unidos[1]